# Jeffrey Hoffman
Jeffrey Alan Hoffman (* 2. listopadu 1944 v New Yorku, USA) je americký astronaut z letů raketoplány STS. Je 162. člověkem ve vesmíru. Používá přezdívku Jaff.

## Život

### Mládí a výcvik
Po základní a střední škole (High School, Scarsdale) získal v roce 1966 titul inženýra (Amherst College) v oboru astronomie. Ve stejném oboru na univerzitě v Harvardu (Harvard University) získal roku 1971 doktorát. Pak nastoupil na Univerzitu v Leicesteru ve Velké Británii (1972–1975), po návratu se stal v letech 1975–1978 členem astrofyzikálního výběrového týmu Massachusettského technologického institutu. Oženil se a má dítě. Do týmu astronautů NASA byl zaregistrován v roce 1978..

### Lety do vesmíru
Poprvé letěl v raketoplánu na jaře 1985 při misi STS-51-D. Velitelem byl Karol Bobko. V Discovery byli dále senátor Edwin Garn, Donald Williams, dr. Margaret Seddonová, Stanley Griggs a technik firmy McDonnell Douglas Charles Walker. Startovali na Floridě, mys Canaveral, přistáli na základně Edwards v Kalifornii. Vypustili na orbitě družici Anik C-1 a druhou Leasat 3. Druhá družice ovšem po vypuštění nezačala fungovat i přes řadu pokusů astronautů ji opravit. Každý takový nezdar ovlivnil finanční výtěžek letu.
Druhý let absolvoval v raketoplánu Columbia. Na palubě raketoplánu byla sedmičlenná osádka: Vance Brand, Guy Gardner, John Lounge, Jeffrey Hoffman, Robert Parker, Samuel Durrance a Ronald Parise. Během osmidenního letu STS-35 byla provedena řada cenných pozorování řady objektů ve vesmíru.
Třetí let, sedmidenní mise STS-46 raketoplánu Atlantis, absolvovala sedmičlenná posádka ve složení Loren Shriver, Andrew Allen, Jeffrey Hoffman, Marsha Ivinsová, Franklin Chang-Diaz, Claude Nicollier a Ital Franco Malerba. Během letu vypustili na oběžnou dráhu družici Eureka a na vlečném laně družici TSS-1. Tu pak stáhli zpět na palubu a přistáli na Floridě.
Čtvrtý, desetidenní let absolvoval na moderním raketoplánu Endeavour v roce 1993. Mise STS-61 měla jeden hlavní úkol, opravit Hubbleův vesmírný dalekohled (HST). Zajistila to bezchybně posádka ve složení plk. Richard Covey, kpt. Kenneth Bowersox, dr. Franklin Musgrave, dr. Kathryn Thorntonová , Claude Nicollier, dr. Jeffrey Hoffman a Thomas Akers. I tentokrát byl start na Floridě a přistání v Kalifornii.
Poslední let na Columbii STS-75 byl koncem roku 1996. Osádka byla ve složení Andrew Allen, Scott Horowitz, Franklin Chang-Diaz, italský astronaut Maurizio Cheli, Švýcar Claude Nicollier, dále Jeffrey Hoffman a Ital Umberto Guidoni. Během letu opakovali pokus vléci družici TSS na 20 km dlouhém laně, to se přetrhlo a družice byla ztracena. Přistání bylo opět na Floridě.
- STS-51-D Discovery (12. dubna 1985 – 19. dubna 1985)
- STS-35 Columbia (2. prosince 1990 – 11. prosince 1990)
- STS-46 Atlantis (31. července 1992 – 8. srpna 1992)
- STS-61 Endeavour (2. prosince 1993 – 13. prosince 1993)
- STS-75 Columbia (22. února 1996 – 9. března 1996)

Během svých pěti letů strávil ve vesmíru 50 dní a absolvoval čtyři výstupy (tzv.EVA) mimo raketoplán.